# Alstroemeria fuscovinosa
Alstroemeria fuscovinosa är en alströmeriaväxtart som beskrevs av Pierfelice Ravenna. Alstroemeria fuscovinosa ingår i släktet alströmerior, och familjen alströmeriaväxter. Inga underarter finns listade i Catalogue of Life.